# Judith Kerr
Judith Kerr (n. 14 iunie 1923, Berlin, Republica de la Weimar – d. 22 mai 2019, Londra, Anglia, Regatul Unit) a fost o scriitoare britanică, autoarea seriei de cărți pentru copii „Mog”. S-au vândut peste 10.000.000 de exemplare scrise de Judith Kerr. De asemenea, a mai scris cărțile „When Hitler Stole Pink Rabbit”, „The Crocodile Under the Bed”, „The Tiger Who Came to Tea” etc.
Prima școală bilingvă de stat germano-engleză din Marea Britanie, Herne Hill, a fost numită după ea (Judith Kerr Primary School).

## Biografie
Judith Kerr s-a născut la Berlin, în Germania, în 14 iunie 1923. Părinții acesteia se numesc Julia Kerr și Alfred Kerr, iar fratele Michael Kerr. În anul 1933, familia acesteia s-a mutat în Anglia, pentru a scăpa de Partidul Nazist, Iar în anul 1954 s-a căsătorit cu Nigel Kneale. Nigel Kneale a murit în anul 2006. Copiii acestora se numesc Matthew Kneale și Tacy Kneale.
În timpul celui de Al Doilea Război Mondial, Judith Kerr a lucrat pentru „Crucea Roșie”, ajutând soldații răniți.
A murit acasă în 22 mai 2019 la vârsta de 95 de ani, în urma unei boli scurte.

## Premii
- În anul 2012, Judith Kerr a primit Officer of the Order of the British Empire (Ordinul de Excelență al Imperiului Britanic), pentru contribuțiile în educația despre Holocaust și în literatura pentru copii.[26][27]
- În anul 1974, a primit premiul Deutscher Jugendliteraturpreis, pentru nuvela pentru adulți When Hitler Stole Pink Rabbit.[28]

## Cărți scrise
1. The Tiger Who Came to Tea
2. Seria Mog:
  - Mog the Forgetful Cat (1970)
  - Mog's Christmas (1976)
  - Mog and the Baby (1980)
  - Mog in the Dark (1983)
  - Mog and Me (1984)
  - Mog's Family of Cats (1985)
  - Mog's Amazing Birthday Caper (1986)
  - Mog and Bunny (1988)
  - Mog and Barnaby (1991)
  - Look Out, Mog (1991)
  - Mog on Fox Night (1993)
  - Mog in the Garden (1994)
  - Mog's Kittens (1994)
  - Mog and the Granny (1995)
  - Mog and the Vee Ee Tee (1996)
  - Mog's Bad Thing (2000)
  - Goodbye, Mog (2002)
  - Mog's Christmas Calamity (2015)
3. Trilogia „Out of the Hitler Time”
  - When Hitler Stole Pink Rabbit (1971)
  - Bombs on Aunt Dainty (1975)
  - A Small Person Far Away (1987)
4. When Willy Went to the Wedding (1973)
5. How Mrs Monkey Missed the Ark (1996)
6. Birdie Halleluyah! (1998)
7. The Other Goose (2001)
8. Goose in a Hole (2005)
9. Twinkles, Arthur and Puss (2008) -
10. One Night in the Zoo (2009)
11. My Henry (2011)
12. The Great Granny Gang (2012)
13. Judith Kerr's Creatures (2013)
14. The Crocodile Under the Bed (2014)
15. Mr Cleghorn's Seal (2015)
16. Katinka’s Tail (2017)